# Vierkante kilometer
Een vierkante kilometer, meestal afgekort tot km², is een eenheid van oppervlakte. Eén vierkante kilometer of 1 km² is gelijk aan de oppervlakte van een vierkant met zijden van één kilometer lang. De vierkante kilometer wordt doorgaans gebruikt om de oppervlakte van gebieden mee aan te geven. Vroeger maakte men meer van de oppervlaktemaat bunder gebruik, die van streek tot streek verschillend groot was, maar in 1816 werd gestandaardiseerd tot 1 hectare.
- Een vierkante kilometer is gelijk aan 100 hectare en aan 1 000 000 m².
- De oppervlakte van België is 30.688 km².[1][2]
- De oppervlakte van Nederland is 41.543 km².[3]